# Joaquín Rodrigo
Joaquín Rodrigo Vidre, marchese dei giardini di Aranjuez (Sagunto, 22 novembre 1901 – Madrid, 6 luglio 1999), è stato un compositore e pianista spagnolo.
Musicista classico, tra le sue composizioni vi è il celebre Concerto d'Aranjuez.

## Biografia
Rodrigo nacque a Sagunto e divenne cieco a tre anni per via della difterite. Studiò musica con Francisco Antich a Valencia e con Paul Dukas a Parigi. Dopo un breve ritorno in Spagna, si trasferì ancora a Parigi per completare gli studi e specializzarsi in musicologia, prima con Maurice Emmanuel e poi con André Pirro.
L'opera "Cinco Piezas Infantiles" permise a Rodrigo di vincere il premio nazionale spagnolo per orchestra nel 1925. A Valencia nel 1933 sposò Victoria Kamhi, una pianista turca di origini ebraiche.
Tra le opere più celebri di Rodrigo vi è il Concerto d'Aranjuez (1939 - Parigi), un concerto per chitarra e orchestra. Il secondo movimento, l'adagio, è uno dei più conosciuti della musica classica del XX secolo, con il dialogo della chitarra con il corno inglese.
Grazie al successo di questa composizione, importanti solisti commissionarono brani a Rodrigo, inclusi il flautista James Galway e il violoncellista Julian Lloyd Webber. Il suo "Concerto Andaluso", per quattro chitarre e orchestra, fu commissionato da Celedonio Romero per se stesso e i tre figli.
La figlia Cecilia nacque il 27 gennaio 1941. Dal 1947 fu professore di storia della musica alla Cattedra di Musica 'Manuel de Falla' della Facoltà di Lettere e Filosofia dell'Università Complutense di Madrid.
Nel 1991 Re Juan Carlos gli conferì il titolo nobiliare di marchese dei giardini di Aranjuez. Vincitore del prestigioso Premio Principe delle Asturie nel 1996, fu nominato "Commendatore" dell'Ordre des Arts et des Lettres dal governo francese nel 1998.
Morì nel 1999 a Madrid. Joaquín Rodrigo e la moglie Victoria sono sepolti nel cimitero di Aranjuez.

## Composizioni
- Violoncello e orchestra:
  - Concierto en modo galante (1949)
  - Concierto como un divertimento (1978-1981)
- Flauto e orchestra:
  - Concierto pastoral (1978)
- Chitarra:
- Zarabanda Lejana(1934)
- Tres piezas espanolas
- Por los campos de Espagna
  - Invocación y Danza (1961 - Primo premio Coupe International de Guitare dell'ORTF (radio televisione francese)
- Chitarra e orchestra:
  - Concierto de Aranjuez (1939)
  - Concierto Andaluz (1967 - per quattro chitarre)
  - Concierto para una fiesta (1982)
  - Fantasía para un gentilhombre (1954)
  - Concierto Madrigal (1968 - per due chitarre)
- Arpa e orchestra:
  - Concierto serenata (1954)
- Pianoforte e orchestra:
  - Juglares (1923 - 2-pianos; 1st public work, 1924 Orquesta de Valencia)
  - Concierto heroico (1943)
- Violino e orchestra:
  - Concierto de estío (1944)
- Canzoni e opere corali:
  - Per la Flor del Lliri Blau (1934 - Primo premio Círculo de Bellas Artes)
  - Ausencias de Dulcinea (1948 - Primo premio concorso Cervantes)
  - Tres viejos aires de danza (1994)
  - Villancicos y Canciones de Navidad (1952 - Ateneo de Madrid Prize)
  - Cántico de San Francisco de Asís (1982, per coro misto e orchestra).[1]

## Colonne sonore parziali
- La guerra di Dio (La guerra de Dios), regia di Rafael Gil (1953)
- L'eretico (El hereje), regia di Francisco de Borja Moro (1958)